# Como Tomar Posse da Bênção
Como tomar posse da bênção é um best-seller escrito pelo Missionário R. R. Soares, no ano de 1987.

## Composição do livro
O livro basicamente se trata da doutrina da determinação, no nome de Jesus, com base na passagem de João 14:13 entre outras da Bíblia. Na obra, o autor adverte que "Certamente não podemos exigir que Deus faça algo por nós"; na verdade, orienta ao cristão que "Tudo o que tem a fazer é exigir que o mal saia da sua vida, determinando assim a bênção". 
Segundo R. R. Soares, ele iria iniciar a profissão médica. Antes de começar a se aprofundar nela, ele realizou a leitura de dois livros: O Nome de Jesus e Curai Enfermos e Expulsai Demônios. Após concluir a leitura, o Senhor Jesus Cristo lhe mudou o seu rumo: Ele chamou-o para a evangelização. Em 1987, ele, como conclusão das duas leituras, escreveu a obra com um misto de ambos, que há muitas pessoas foi-se proporcionada à libertação e solução dos problemas.

## Um livro e milhões de milagres
Na revista Graça Show da Fé ano 10, número 15, o tema principal abordado nele, atende por: Um livro e milhões de milagres. Segundo testemunhos de leitores que adquiriram o livro postados nesta revista é que, devido a simplicidade e clareza dos vocábulos utilizados na literatura proporcionaram uma possibilidade maior de se assimilar o segredo que fez com que milhões de cristãos, por meio da fé e determinação, logrem a almejada vitória sobre as adversidades.

## O principal tema abordado
Este livro ensina que, suplicar a bênção ao Senhor é desnecessário, pois Ele morreu na Cruz do Calvário, levando sobre Si, todas as nossas dores. Portanto, o ensinamento é que a determinação é o único meio de recebermos as bênçãos prometidas. Como Tomar Posse da Bênção do missionário R. R. Soares, é uma obra que tem por finalidade ajudar a todos a tomarem posse das bênçãos. O livro é destinado àqueles que não possuem nenhum conhecimento sobre a fé e que queiram tirar algum conhecimento. A forma como o livro trata com o leitor é inovadora e revela que a necessidade de todos não é a de sermões filosóficos e sim aprender a tomar posse da bênção.

## Sinopse do livro

### Descrição
O objetivo desta obra é levar o leitor a conhecer o Senhor, amá-lO e servir-Lhe. Desfrutando de todas as bênçãos que Jesus providenciou em Sua morte no Calvário. Porque aquele que pede recebe; e o que busca encontra; e, ao que bate, se abre. Mateus 7.8 Pessoas pelo mundo inteiro têm sido abençoadas, pois aprenderam a determinar e descobriram que a bênção não é esmola, mas, sim, o pão dos filhos. E o banquete já está pronto: Preparas uma mesa perante mim na presença dos meus inimigos (Sl.23.5a). 

### Capítulos
1. Determinação
2. A grande revelação
3. É desnecessário pedir
4. Com você também
5. Esperando no Senhor
6. Os anjos em ação
7. Perguntas sem respostas
8. Simples e descomplicado
9. A sua ordem não falhará
10. A benção não é esmola
11. Fomos mal-ensinados
12. Homens que determinaram
13. Os cinco passos da vitória
14. 1º passo - Ter fé em Deus
15. 2º passo - Falar ao monte
16. 3º passo - Não duvidar em seu coração
17. 4º passo - Crer que será feito o que se diz
18. 5º passo - Tudo o que disser que será feito
19. A fé da sorte
20. Uma mudança necessária
21. Como tomar posse da bênção